# Jardín Botánico de la Universidad de Kuopio
El Jardín Botánico de la Universidad de Kuopio (en finés Kuopion yliopiston kasvitieteellinen puutarha), o simplemente Marikko, es un jardín botánico localizado en las afueras de Kuopio, Finlandia, gestionado por el departamento de Biología de la Universidad de Kuopio. Su código de identificación internacional como institución botánica, así como las siglas de su herbario es KUOPU.

## Localización
Se encuentra a unos 3 km del centro de Kuopio, a unos 80 m s. n. m.
Kuopion yliopiston kasvitieteellinen puutarha, P.O. Box 1627 Kuopio, Pohjois Savo, FI-70211 Suomen Tasavalta-Finlandia.62°53′35.88″N 27°40′45.48″E / 62.8933000, 27.6793000

## Historia
Este jardín botánico fue creado en 1982.
Actualmente su director es el Prof. L. Karenlampi y el conservador Mr. J.Kangasjarvi.

## Colecciones
Los invernaderos situados en zona bioclimática ártica, tienen controladas rigurosamente tanto las temperaturas del terreno, y del aire así como las duraciones de la luz del día con iluminación artificial. La duración del día de invierno en las zonas tropicales y la de lluvias en verano es de 12 horas y de 9 horas en las restantes zonas.
Aquí se encuentran plantas de diversos países con el fin de investigación y de estudio, siendo de destacar :
- Juniperus,
- Compositae,
- Betula,
- Cactaceae,
- Caryophyllaceae,
- Ericaceae,
- Plantago,
- Frangula,
- Rosaceae,
- Carex,
- Poaceae,
- Plantas medicinales

## Actividades
En colaboración con el Northern Periphery Programme (Programa para la Periferia Norte), integrado por:
- Instituto Noruego de Investigación en Cultivos
- Holt Research Centre Norway
- Scottish Crop Research Institute
- Högskoleförbundet Östra Norrbotten
- Universidad Estatal de San Petersburgo, la Universidad de Kuopio ha comenzado un importante trabajo de domesticación y cultivo de arbustos de bayas endémicas de la zona ártica, entre otras, tales como Rubus chamaemorus. Se han seleccionado 20 variedades de zarzas árticas con una baja incidencia de infectación de mildiu, que están siendo cultivadas en el jardín botánico, donde se están estudiando sus resistencias a diferentes terrenos. Todo este esfuerzo está encaminado a mejorar los cultivos de estas tierras y diversificar sus producciones, con vistas a abrir mercados de estos frutos, la mayoría desconocidos fuera de estas zonas.

## Equipamientos
- Tiendas de regalos, semillas
- Oficinas
- Sala de reuniones
- Laboratorios